# سرجیو گوئنزا
سرجیو گوئنزا (انگلیسی: Sergio Guenza; ۹ ژانویهٔ ۱۹۳۳ – ۶ آوریل ۲۰۲۰) بازیکن فوتبال اهل ایتالیا بود.
از باشگاه‌هایی که در آن بازی کرده‌است می‌توان به باشگاه ورزشی لاتزیو اشاره کرد.